# Neomerinthe megalepis
Neomerinthe megalepis és una espècie de peix pertanyent a la família dels escorpènids.

## Descripció
- Fa 9,4 cm de llargària màxima.[5][6]

## Hàbitat
És un peix marí, demersal i de clima tropical que viu fins als 68 m de fondària.

## Distribució geogràfica
Es troba al Pacífic occidental: Indonèsia.

## Observacions
És inofensiu per als humans.